# Rytmegruppe
En rytmegruppe er en musikalsk betegnelse for den instrummentgruppe, der i et orkester markerer grundrytmen tillige med musikkens ledsagende klange (akkorder). 
I et traditionelt jazzband vil rytmegruppen således bestå af instrumenter, som fx trommer, kontrabas og tenorbanjo samt evt. klaver. - I et større jazzorkester, som fx et Big-Band, vil tenorbanjoen dog være udskiftet med en el-guitar.
I rock- og popmusik består rytmegruppen som oftest af trommer, basguitar og el-guitar samt evt. keyboard eller synthesizer.